# Salomon Hofverberg
Salomon Johannis Hofverberg, född 26 januari 1648 i Svegs socken, död 21 juni 1723 i Ragunda socken, var en svensk präst och riksdagsman.

## Biografi
Salomon Hofverberg var son till Johannes Sigvardi, sedermera kyrkoherde i Bergs socken, och Olaus Claudii Rahms svägerska från dennes första äktenskap, som var ättling till släkten Blix, samt bror till Johannes Hofverberg. Salomon och hans syskon upptog sitt släktnamn efter Hoverberget. Han inskrevs vid Uppsala universitet 1667, där han 1674 disputerade för Petrus Aurivillius med De arte, promoverades till magister i Rostock två år senare och återkom till Sverige som huspredikant åt Gustaf Horn och som pastor vid Jämtlands regemente. 1679 blev han kyrkoherde i Ragunda socken och kontraktsprost.
Riksdagen 1693 representerade han Jämtlands prästerskap.
Hofverbergs första hustru var Elisabet Flodalin som förut varit gift med kyrkoherden i Offerdal Erik Steuchius. Andra hustrun Katarina Sternelia var syster till Nicolaus Sternell. En son i andra äktenskapet var Carl Hofverberg.